# ژی‌ژی (فیلم ۱۹۵۸)
ژی‌ژی (به انگلیسی: Gigi) فیلمی موزیکال و کمدی رمانتیک ۱۱۵ دقیقه‌ای به کارگردانی وینسنت مینلی و با بازی لزلی کارون، لوئی ژوردان و موریس شوالیه محصول سال ۱۹۵۸ کشور ایالات متحده است.
این فیلم بر اساس رمانی به همین نام نوشته کولت ساخته شده است.
فیلم ژی‌ژی در سی و یکمین دوره جوایز اسکار برنده نه جایزه اسکار شد که تا آن زمان هیچ فیلمی به این رکورد دست نیافته بود اما این رکورد یک سال بعد با فیلم بن هور شکسته شد.

## جوایز اسکار
1. برنده جایزه اسکار بهترین فیلم
2. برنده جایزه اسکار بهترین کارگردانی - وینسنت مینلی
3. برنده جایزه اسکار بهترین فیلم‌نامه اقتباسی - آلن جی لرنر
4. برندگان جایزه اسکار بهترین طراحی صحنه (ای. پرستون ایمز، اف. کیو گلیسون، هنری گریس و ویلیام ای. هورنینگ)
5. برنده جایزه اسکار بهترین فیلمبرداری - جوزف روتنبرگ
6. برنده جایزه اسکار بهترین طراحی لباس - سیسیل بیتون
7. برنده جایزه اسکار بهترین تدوین فیلم - آدرین فازان
8. برنده جایزه اسکار بهترین موسیقی فیلم - آندره پروین
9. برندگان جایزه اسکار بهترین ترانه فیلم - (ترانه "Gigi" توسط آلن جی لرنر و فردریک لاو)

## جوایز گلدن گوب
1. برنده جایزه گلدن گلوب بهترین فیلم موزیکال یا کمدی
2. برنده جایزه گلدن گلوب بهترین کارگردانی - وینسنت مینلی
3. برنده جایزه گلدن گلوب بهترین بازیگر نقش مکمل زن - هرمایونی جینگولد
4. نامزد جایزه گلدن گلوب بهترین بازیگر زن فیلم موزیکال یا کمدی - لزلی کارون
5. نامزد جایزه گلدن گلوب بهترین بازیگر مرد فیلم موزیکال یا کمدی - موریس شوالیه
6. نامزد جایزه گلدن گلوب بهترین بازیگر مرد فیلم موزیکال یا کمدی - لوئی ژوردان

## جوایز دیگر
1. برنده جایزه انجمن صنفی نویسندگان امریکا برای بهترین موسیقی نوشته شده آمریکایی - آلن جی لرنر
2. برندگان Directors Guild of America Award for Outstanding Directing – Feature Film - وینسنت مینلی و دستیار کارگردان جرج وییرا
3. برنده جایزه گرمی برای بهترین موسیقی متن آلبوم فیلم برای فیلم، تلویزیونی یا دیگر رسانه‌های تصویری - آندره پروین